# Рукавицын, Евгений Владимирович
Евгений Владимирович Рукавицын (род. 26 февраля 1977, Ленинград) — российский тренер по фигурному катанию. Тренер высшей квалификационной категории, специализируется на одиночном катании. Известен по работе с Константином Меньшовым, Алёной Леоновой, Макаром Игнатовым и Дмитрием Алиевым.

## Соревновательные выступления
В начале января 1995 17-летний Евгений участвовал в Чемпионате России по фигурному катанию в Москве, где занял 10-е место. В короткой программе он исполнил каскад тройной лутц - двойной тулуп, двойной аксель и тройной тулуп. В произвольной программе сделал 7 тройных прыжков (лутц, флип, риттбергер, по два сальхова и тулупа). Мастер спорта России.

## Тренерская работа
В 19 лет Рукавицын завершил выступления и занялся тренерской работой. Тренер высшей категории.
Наиболее известные ученики Евгения Рукавицына:
- Алёна Леонова (чемпионка мира среди юниоров, серебряный призёр чемпионата мира, бронзовый призёр финала Гран-при, трёхкратный призёр чемпионатов России, победительница Зимней Универсиады) - с апреля 2014 года[5].
- Константин Меньшов (чемпион России, бронзовый призёр чемпионата Европы)[6]
- Ксения Макарова (чемпионка России) - с 2011 по 2013 г.[7]
- Гордей Горшков (серебряный призёр Зимней Универсиады, бронзовый призёр чемпионата России среди юниоров)[8]
- Полина Агафонова (чемпионка России среди юниоров, бронзовый призёр чемпионата мира среди юниоров)[9]
- Мария Артемьева (бронзовый призёр Зимней Универсиады)[10]
- Дмитрий Алиев (бронзовый призёр чемпионата России среди юниоров, Двукратный Чемпион России среди юниоров, вице-чемпион мира среди юниоров, серебряный призёр финала гран-при среди юниоров 2015, победитель финала гран — при среди юниоров 2016, бронзовый призёр чемпионата России 2018 года, вице-чемпион Европы 2018 года, Чемпион России 2020 года, Чемпион Европы 2020 года)[11]
- Алина Фёдорова (двукратная чемпионка Латвии, двукратная чемпионка Латвии среди юниоров)[12]
- Мария Талалайкина (бронзовый призёр Кубка России 2020).
- Елизавета Нугуманова (серебряный и бронзовый призёр этапов Гран-при среди юниоров).
- Анастасия Губанова (чемпионка Европы)[13]

## Семья
Известно, что у Евгения Рукавицына есть дочь Ксения.